# Palaueule
Die Palaueule (Otus podarginus, Synonyme: Pyrroglaux podargina, Noctua podargina), auch  Palau-Zwergohreule, ist eine Eulenart, die auf den Palauinseln endemisch ist.

## Erscheinungsbild
Die Palaueule erreicht eine Größe von 22 cm. Beim Männchen ist der Gesichtsschleier hell rostbraun-lederfarben mit schmalen, dunkleren, rostbraunen konzentrischen Ringen. Die Stirn und der Überaugenstreif sind weißlich mit einer rostbraun-lederfarbenen Tönung und einer schmalen, schwarzbraunen Bänderung. Oberkopf und Oberseite sind rostbraun. Die Schulterfedern haben weiße Flecken mit schwarzen Spitzen. Die Flügel sind rostbraun-sandfarben mit hell rostbraun-lederfarbenen Binden. Der Schwanz ist rostbraun mit undeutlichen dunkelbraunen Binden. Die Kehle ist stärker weißlich-rostbraun. Die Brust ist hell rostbraun mit einer weißen und schwarzen Bänderung. Der Bauch ist heller rostbraun. Läufe und Zehen sind unbefiedert. Das Weibchen ähnelt dem Männchen. die Oberseite ist jedoch dunkler braun mit feinen, schwarzen Wellenlinien. Die Unterseite ist hell oder dunkel rostbraun mit einer leichten oder starken, weißen und braunen Bänderung und Marmorierung. Das Daunengefieder der Jungvögel ist hell rostbraun; heller am Bauch und dunkler an Brust und Rücken. Die Iris ist braun oder orange-gelb. Der Schnabel, die Läufe und die Zehen sind schmutzig weiß.

## Lautäußerungen
Der Ruf des Männchens besteht aus einer Reihe von klaren Einzeltönen, die sich wie kwuk kwuk… anhören und in Intervallen von knapp einer Sekunde geäußert werden. Der Ruf des Weibchens ist ähnlich, aber schriller. Während der Balz sind Männchen und Weibchen im Duett zu hören.

## Verbreitung und Lebensraum
Die Palaueule kommt auf Koror, Babeldaob, Peleliu, den Urukthapel-Inseln und Angaur im Palau-Archipel vor. Sie bewohnt Mangroven, Regenwälder und die Umgebung von Dörfern im Tiefland.

## Lebensweise
Die Palaueule ist nachtaktiv. Bei Tageslicht sucht sie im Mangrovendickicht Unterschlupf. Auf ihrer nächtlichen Nahrungssuche legt sie beträchtliche Entfernungen zurück, insbesondere in der Umgebung von Dörfern. Die Nahrung besteht aus Insekten und anderen Gliederfüßern sowie aus Regenwürmern. Die Brutzeit ist von Februar bis März. Die Nester werden in Baumhöhlen errichtet. Die Gelege bestehen aus drei bis vier Eiern mit den Maßen 34,3 × 31,7 mm. Die Paare bleiben das ganze Jahr über zusammen. Die Reviere sind verhältnismäßig klein.

## Status
BirdLife International stuft die Palaueule in die Kategorie „nicht gefährdet“ (least concern) ein. Informationen über ihren Bestand liegen nicht vor. Bei Erhebungen, die 1945 auf Koror und Peleliu durchgeführt wurden, entdeckte man 33 Paare auf Koror (was ungefähr die Hälfte des Bestandes auf dieser Insel ausmacht) und vier Paare auf Peleliu. Bei einer weiteren Expedition im Jahre 1945 wurde diese Art nicht auf dem südlichen Teil der Palauinseln nachgewiesen. Der US-amerikanische Ornithologe Harold Douglas Pratt stellte bei seiner Feldarbeit in den 1970er-Jahren fest, dass die Palaueule örtlich weiter verbreitet ist, als bisher angenommen.